# Gunnar Lundgren (musiker)
För andra betydelser, se Gunnar Lundgren.
Karl Gunnar Lundgren, född 2 mars 1908 i Arbrå, Hälsingland, död 11 april 2003 Oscars församling i Stockholm, var en svensk dragspelsmusiker, kompositör, solist, kapellmästare, arrangör och lärare. Han var dragspelsmusiker i 70 år och slet ut 25 dragspel.

## Biografi
Gunnar Lundgren lärde sig tidigt att spela efter – och själv skapa – noter, bland annat av Ragnar Sundquist. Han var gift med Lilly Lundgren från 1936 fram till hennes död 1998. Gunnar Lundgren bodde större delen av sitt liv på Strandvägen i Stockholm.
Gunnar Lundgren var även tävlingsspelare i schack. Han är gravsatt i minneslunden på Norra begravningsplatsen utanför Stockholm.

## Karriär
Gunnar Lundgren gjorde radiodebut 1931 och flyttade till Stockholm samma år.[källa behövs] År 1940 gjorde han debut med Gunnar Lundgrens kapell i radio (Radiotjänst/Sveriges Radio) och var därefter ett stående inslag under rubriken dansmusik på lördagskvällarna, fram till 1983. Kapellet bestod av dragspel, tre fioler, två klarinetter, cello, piano och gitarr.
Lundgren har spelat duetter i radio med Gösta Westerlund, Walle Söderlund, Sölve Strand, Olle Johnny och Erik Frank. Han spelade med olika egna konstellationer i folkparker och olika danspalats, till exempel i sex säsonger på Virveln i Stockholm.

### Kompositör
Lundgrens förebilder var Pietro Frosini och Ragnar Sundquist.
Gunnar Lundgren har komponerat cirka 200 musikstycken, däribland  Uggleviksvalsen, Lundaschottis, Karriärpolka, Kavalleripolka, I rosornas stad, Sommarfägring, Skånska Nisses vals och Tango Estrada. Dragspelsalbum: Virvelvind, m.fl.
Som kompositör använde han ibland pseudonymen Öjvind Hede. Hans dragspelsarrangemang tillhör harmoniskt och tekniskt de absolut främsta som skapades under ”dragspelsepoken” i Sverige.

### Lärare
Gunnar Lundgren undervisade elever, både privat och som lärare i 25 år på Medborgarskolan i Stockholm fram till 1997. Han var bland annat lärare till Gnesta-Kalle, Sölve Strand, Kristina (Kina) Adolfsson, Bo Svenungsson och Åke C. Engquist.